# Canto general
 (mai 2025).
Si vous disposez d'ouvrages ou d'articles de référence ou si vous connaissez des sites web de qualité traitant du thème abordé ici, merci de compléter l'article en donnant les références utiles à sa vérifiabilité et en les liant à la section « Notes et références ».
Pour les articles homonymes, voir Canto.
Canto general ou Chant général est un poème épique en quinze chants du poète chilien Pablo Neruda. C'est le dixième recueil de poèmes de Neruda, qu'il commence à composer dès 1938. L'œuvre paraît en 1950 à Mexico, éditée par Talleres Gráficos de la Nación.
Le Canto general comporte quinze sections, deux cent trente-et-un poèmes et plus de quinze mille vers. Il ambitionne d'être une chronique encyclopédique de toute l'Amérique latine. Il s'agit, en partant de la personnalité du poète, d'en venir à une prise de conscience collective. Les thèmes abordés sont d'actualité comme le communisme ou le travail à la mine mais dépassent ce simple cadre. Le style peut être direct : « Je suis venu ici chanter », ou métaphorique : « C'était le crépuscule de l'iguane... »

## Structure
I. La lámparra en la tierra
II. Alturas de Machu Picchu
III. Los conquistadores
IV. Los libertadores
V. La arena traicionada
VI. América, no invoco tu nombre en vano
VII. Canto general de Chile
VIII. La tierra se llama Juan
IX. Que despierte el leñador
X. El fugitivo
XI. Las flores de Punitaqui
XII. Los ríos del canto
XIII. Coral de Año Nuevo para la patria en tinieblas
XIV. El gran océano
XV. Yo soy

## Œuvres musicales inspirées par leCanto general
- En 1970, le groupe Aparcoa crée, en collaboration avec Neruda, une adaptation poético-musicale.
- En 1974, le compositeur suédois Allan Pettersson se sert de la troisième section (« Los muertos en la plaza ») du cinquième chant.
- Entre 1970 et 1981, Mikis Theodorakis compose un oratorio pour voix solistes, chœur et orchestre.
- En 1981, le groupe rock chilien Los Jaivas publie l'album Alturas de Machu Picchu.